# Абаканская ТЭЦ
Абаканская ТЭЦ — угольная теплоэлектроцентраль, основной источник тепловой энергии города Абакана Республики Хакасии. ТЭЦ принадлежит «Енисейской ТГК (ТГК-13)» (входит в Группу «Сибирская генерирующая компания»).

## История
Строительство Абаканской ТЭЦ началось в 1972 году с сооружения производственного корпуса пиково-пусковой котельной. В 1976 году были введены в эксплуатацию магистральные тепловые сети протяжённостью свыше 11 километров, по которым подавалось тепло на производственные объекты завода «Абаканвагонмаш» и жилищно-коммунального сектора Абакана.
В 1982 году ТЭЦ была введена в эксплуатацию с одним котлоагрегатом БКЗ-420 Барнаульского котельного завода и турбогенератор мощностью 65 МВт. Днём рождения станции считается 18 апреля 1982 года, когда был выработан первый мегаватт-час электроэнергии.
Начальный период строительства станции был завершён в мае 1989 года; к тому времени в эксплуатацию было введено три котлоагрегата, три турбины и генератора.
В 2009 году введены в эксплуатацию два пиковых бойлера (подогревателя) ПСВ-500 тепловой мощностью 72 Гкал/ч каждый.
В 2014 году введён в работу новый энергоблок мощностью 136 МВт, с паровой турбиной типа Т-120/136-12,8-8МО производства АО "Уральский турбинный завод", генератором типа ТВФ-125-2У3 производства НПО "Элсиб", и котлоагрегатом типа Е-500-13,8-560-БТ паропроизводительностью 500 т/ч производства ОАО «Сибэнергомаш».

## Описание
Абаканская ТЭЦ является крупнейшим источником тепловой энергии на территории Хакасии. Оборудование станции включает четыре работающих на угле котлоагрегата БКЗ-420-140 производительностью 420 т/ч, газомазутный котёл ГМ-50-14-250 мощностью 50 т/ч. ТЭЦ отпускает тепловую энергию в горячей воде и паре. Суммарная установленная тепловая мощность — 700 Гкал, тепловая мощность по турбоагрегатам — 556 Гкал/час. В 2017 году отпуск тепловой энергии составил 1532,68 тыс. Гкал. Среди крупных потребителей тепловой энергии — промышленное предприятие «Аян».
Установленная электрическая мощность ТЭЦ составляет 406 МВт. В составе станции — четыре турбогенератора мощностью 60, 100, 110 и 136 МВт[2]. В 2017 году выработка электрической энергии составила 2554,5 млн кВт·ч.
На Абаканской ТЭЦ имеется открытое распределительное устройство 110 кВ (ОРУ-110 кВ) и открытое распределительное устройство 220 кВ (ОРУ-220 кВ). Выдача мощности в Хакасскую энергосистему осуществляется по линиям электропередачи напряжением 110 кВ и 220 кВ.
Топливом для котлов Абаканской ТЭЦ служит бурый уголь Ирша-Бородинского месторождения Канско-Ачинского угольного бассейна. В качестве растопочного топлива котлов типа БКЗ-420-140, Е-500-13,8-560-БТ  и основного топлива котла ГМ-50-14 пиковой котельной используется топочный мазут марки М-100.
На предприятии работает более 500 человек.
Пожарную охрану (ежедневное дежурство на объекте, слежение за проведением огневых работ, обучение пожарной безопасности коллектива) осуществляет организация частной пожарной охраны ООО «Аудит-01».

## Перечень основного оборудования
| Агрегат                   | Тип               | Изготовитель                      | Количество | Ввод в эксплуатацию             | Основные характеристики | Основные характеристики | Источники   |
| Агрегат                   | Тип               | Изготовитель                      | Количество | Ввод в эксплуатацию             | Параметр                | Значение                | Источники   |
| ------------------------- | ----------------- | --------------------------------- | ---------- | ------------------------------- | ----------------------- | ----------------------- | ----------- |
| Паровой котёл             | БКЗ-420-140 ПТ-2  | Барнаульский котельный завод      | 4          | 1979 г. 1981 г. 1983 г. 1989 г. | Топливо                 | бурый уголь             | [ 1 ] [ 4 ] |
| Паровой котёл             | БКЗ-420-140 ПТ-2  | Барнаульский котельный завод      | 4          | 1979 г. 1981 г. 1983 г. 1989 г. | Производительность      | 420 т/ч                 | [ 1 ] [ 4 ] |
| Паровой котёл             | БКЗ-420-140 ПТ-2  | Барнаульский котельный завод      | 4          | 1979 г. 1981 г. 1983 г. 1989 г. | Параметры пара          | 140 кгс/см2, 560 °С     | [ 1 ] [ 4 ] |
| Паровой котёл             | Е 500 13,8-560-5с | Барнаульский котельный завод      | 1          | 2014 г.                         | Топливо                 | бурый уголь             | [ 1 ] [ 4 ] |
| Паровой котёл             | Е 500 13,8-560-5с | Барнаульский котельный завод      | 1          | 2014 г.                         | Производительность      | 500 т/ч                 | [ 1 ] [ 4 ] |
| Паровой котёл             | Е 500 13,8-560-5с | Барнаульский котельный завод      | 1          | 2014 г.                         | Параметры пара          | 140 кгс/см2, 560 °С     | [ 1 ] [ 4 ] |
| Паровой котёл (в резерве) | ГМ-50-14-250      | Белгородский котельный завод      | 1          | 1978 г.                         | Топливо                 | газ, мазут              | [ 1 ] [ 4 ] |
| Паровой котёл (в резерве) | ГМ-50-14-250      | Белгородский котельный завод      | 1          | 1978 г.                         | Производительность      | 50 т/ч                  | [ 1 ] [ 4 ] |
| Паровой котёл (в резерве) | ГМ-50-14-250      | Белгородский котельный завод      | 1          | 1978 г.                         | Параметры пара          | 14 кгс/см2, 250 °С      | [ 1 ] [ 4 ] |
| Паровая турбина           | ПТ-60/75-130/13   | Ленинградский металлический завод | 1          | 1982 г.                         | Установленная мощность  | 60 МВт                  | [ 4 ]       |
| Паровая турбина           | ПТ-60/75-130/13   | Ленинградский металлический завод | 1          | 1982 г.                         | Параметры пара          | 130 кгс/см2, 555 °С     | [ 4 ]       |
| Паровая турбина           | Т-110/120-130     | Турбомоторный завод               | 2          | 1985 г. 1989 г.                 | Установленная мощность  | 100 МВт, 110 МВт        | [ 4 ]       |
| Паровая турбина           | Т-110/120-130     | Турбомоторный завод               | 2          | 1985 г. 1989 г.                 | Параметры пара          | 130 кгс/см2, 555 °С     | [ 4 ]       |
| Паровая турбина           | КТ-136-12,8       | Уральский турбинный завод         | 1          | 2014 г.                         | Установленная мощность  | 136 МВт                 | [ 4 ]       |
| Паровая турбина           | КТ-136-12,8       | Уральский турбинный завод         | 1          | 2014 г.                         | Параметры пара          | 130 кгс/см2, 555 °С     | [ 4 ]       |